# Strachotice
Strachotice är en ort i Tjeckien.   Den ligger i regionen Södra Mähren, i den sydöstra delen av landet, 190 km sydost om huvudstaden Prag. Strachotice ligger 198 meter över havet och antalet invånare är 974.
Terrängen runt Strachotice är platt. Runt Strachotice är det ganska tätbefolkat, med 56 invånare per kvadratkilometer. Närmaste större samhälle är Znojmo, 11,2 km nordväst om Strachotice. Trakten runt Strachotice består till största delen av jordbruksmark.